# Cicha noc (film)
Cicha noc – polski film obyczajowy z 2017 r. w reżyserii Piotra Domalewskiego, na podstawie autorskiego scenariusza.
Domalewski swoim pełnometrażowym debiutem fabularnym zamierzał opowiedzieć historię bliską jego własnej sytuacji rodzinnej. Próbował jednak również skłonić publiczność do refleksji na temat znaczenia rodziny oraz do zmierzenia się z narodowym piętnem doganiania Zachodu. Film wyprodukowany przez Studio „Młodzi i Film” im. Andrzeja Munka okazał się wielkim sukcesem artystycznym, zdobywając siedem statuetek na Festiwalu Polskich Filmów Fabularnych oraz dziesięć Orłów – w obu przypadkach dla najlepszego filmu. Powszechnie doceniane było aktorstwo na czele z Ogrodnikiem i Arkadiuszem Jakubikiem w drugoplanowej roli męskiej; chwalono też szczególną empatię reżysera wobec swoich bohaterów.

## Fabuła
Dzień z życia polskiej rodziny, zebranej z okazji świąt Bożego Narodzenia w nieokreślonej wsi. Dwudziestokilkuletni Adam, od pewnego czasu pracujący w Holandii, nieoczekiwanie przyjeżdża na święta do rodzinnej miejscowości w województwie warmińsko-mazurskim, aby oznajmić, że z dziewczyną Aśką spodziewają się dziecka. Adam nie jest pierwszym emigrantem w rodzinie; jego ojciec-alkoholik Zbigniew dorabiał niegdyś jako gastarbeiter, a wujek Jurek pracował w Belgii. Młodszy brat Adama, Paweł, wiąże swe nadzieje z rozkręceniem warsztatu samochodowego, ale rodzina traktuje go jako obciążenie. Siostra Jolka cierpliwie znosi towarzystwo tyranizującego ją męża Marcina, a matka Teresa z trudem próbuje zespolić rozpadającą się rodzinę. Wszyscy razem spotykają się przy wigilijnym stole, gdzie Adam przekazuje im wiadomość o swoich planach dotyczących domu dziadka, który ma nadzieję otrzymać w spadku. Adam nieświadomie prowokuje spiralę nieporozumień, która nieuchronnie prowadzi do katastrofy.

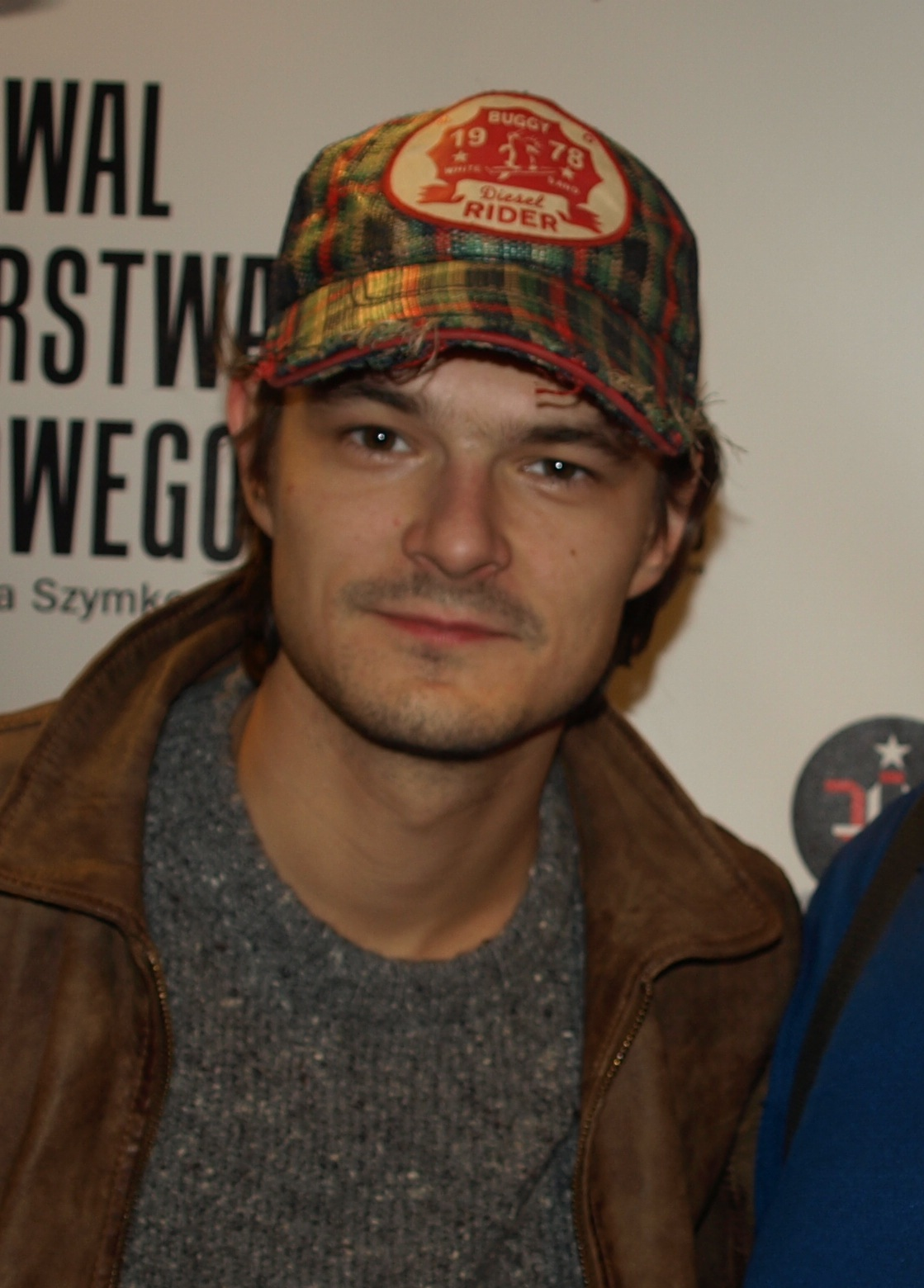
Dawid Ogrodnik, odtwórca roli Adama

## Obsada
- Dawid Ogrodnik – Adam
- Tomasz Ziętek – Paweł, brat Adama
- Arkadiusz Jakubik – Zbigniew, ojciec Adama
- Agnieszka Suchora – Teresa, matka Adama
- Amelia Tyszkiewicz – Kasia, młodsza siostra Adama
- Maria Dębska – Jolka, starsza siostra Adama
- Tomasz Schuchardt – Marcin, mąż Jolki
- Paweł Nowisz – dziadek Adama
- Elżbieta Kępińska – babcia Adama
- Adam Cywka – Jurek, wujek Adama
- Jowita Budnik – Basia, ciocia Adama
- Mateusz Więcławek – Jacek, kuzyn Adama
- Katarzyna Domalewska – Ania, kuzynka Adama
- Magdalena Żak – Gośka, kuzynka Adama
- Milena Staszuk – Aśka, narzeczona Adama

## Produkcja
Reżyser filmu postanowił opowiedzieć historię bliską jego własnej sytuacji rodzinnej. Jako mieszkaniec wsi pod Łomżą, wychowany w wieloosobowej rodzinie, podjął wiele wyrzeczeń na rzecz swej kariery artystycznej; początkowo był aktorem teatralnym, ale ostatecznie wykształcił się jako reżyser. Scenariusz, który napisał Domalewski, z uznaniem przeczytał producent filmowy Jerzy Kapuściński. Produkcji podjęło się Studio „Młodzi i Film” im. Andrzeja Munka, które otrzymało dotację w wysokości 1 mln złotych od Polskiego Instytutu Sztuki Filmowej. Zdjęcia do filmu kręcono przede wszystkim we wsi Pęglity. Ponadto plan zdjęciowy zlokalizowany był w kilku innych lokalizacjach gminy Gietrzwałd (m.in. na drodze pomiędzy Uniszewem a Sząbrukiem) oraz w Olsztynie (dworzec autobusowy).
Celem Domalewskiego przy tworzeniu Cichej nocy było zwrócenie uwagi widzów na wartość rodziny:
Chciałbym, żeby widz po obejrzeniu mojego filmu – nawet jeśli zauważy niedostatek, brak perspektyw i ponurość świata – przypomniał sobie, że to rodzina jest najważniejsza. To wartość nadrzędna w życiu, więc właśnie brak porozumienia i zrozumienia między członkami rodziny jest najbardziej dotkliwy. Wokół tej obserwacji rozgrywa się cały dramat bohaterów Cichej nocy; właśnie rodzinne relacje chciałem pokazać.
Całość filmu Domalewski dedykował ludziom, którzy „niezależnie od statusu społecznego mają w sobie to same piętno narodowe, […] że majacząca gdzieś zagranica, jakieś indziej, jest zawsze lepsza i atrakcyjniejsza. […] Gdzie jest polski poziom, co to jest polski poziom? To mnie zastanawia”.

## Odbiór
Premiera kinowa miała miejsce 24 listopada 2017. Łączna kinowa frekwencja według szacunków Polskiego Instytutu Sztuki Filmowej wyniosła 374 395 widzów, co umiejscawiało go na 10. miejscu listy najczęściej oglądanych polskich filmów w 2017 r..
Recenzje Cichej nocy były na ogół pozytywne. Janusz Wróblewski na łamach „Polityki” stwierdzał, że w filmie „wszystko opiera się na osobistym doświadczeniu, na przeżytych emocjach, psychologicznej prawdzie”, a reżyser podchodzi do swoich bohaterów bez nienawiści: „Okrucieństwo pojawia się tu nie dlatego, że ludzie są źli z natury, tylko że im po prostu nie wychodzi”. Tomasz Rachwald z „Kultury Liberalnej” z uznaniem wyrażał się o prowadzeniu przez Domalewskiego trójki głównych aktorów: Dawida Ogrodnika, Arkadiusza Jakubika oraz Tomasza Ziętka: „Wokół tej trójki zbudowany jest podstawowy konflikt; aktorzy udźwignęli go bez wysiłku, z lekkością wypowiadając każdą kwestię w tym bogatym w dialogi filmie”. Grzegorz Fortuna Jr. na łamach „Ekranów” dostrzegał podobieństwa do filmów Wojciecha Smarzowskiego, zauważał jednak podstawową różnicę, która dzieli warsztat reżyserski Domalewskiego od Smarzowskiego: „Podczas gdy znakiem rozpoznawczym Wesela i Domu złego było finałowe oddalanie się kamery od miejsca akcji i prezentowanie go z perspektywy lotu ptaka […] Domalewski konsekwentnie zbliża się do swoich bohaterów”. Fortuna podkreślał, że w Cichej nocy „im lepiej poznajemy poszczególnych bohaterów, tym bardziej im współczujemy i kibicujemy”. Podobnego zdania była Karolina Dzieniszewska z portalu Film.org.pl: „Cicha noc jest filmem wyrazistym, ale nie chłodnym i bezlitosnym; […] Domalewski nie chełpi się niepotrzebnym dramatyzmem – jest w jego dziele sporo humoru, niekiedy czarnego i ironicznego, ale jest również zrozumienie dla bohaterów i ich sposobu życia”. Piotr Czerkawski w recenzji dla portalu Filmweb wyraził opinię, iż „reżyser uczciwie piętnuje nasze małe grzeszki, wytyka słabości i obśmiewa wyrażaną na co dzień hipokryzję. Jednocześnie jednak udowadnia, że – czasem niespodziewanie dla samych siebie – bywamy też zdolni do wzniosłości”.
Małgorzata Kilijanek z portalu „Głos Kultury” zachowywała większy sceptycyzm wobec debiutu Domalewskiego, uznając jego konkluzję za bardzo ponurą: „Domalewski nie wypisuje recepty na dolegliwości świątecznego zamieszania, ale zostawia widza przygniecionego ciężarem skomplikowanych relacji międzyludzkich”. Mimo to Jakub Socha z „Dwutygodnika” zauważał, że wreszcie polska prowincja została pokazana bez wyniosłości artysty, „tak, jak wygląda prawie cała Polska: średniej wielkości kraj w środkowej Europie ze średnim klimatem i średnimi możliwościami”. Socha podsumowywał dyskusję wokół Cichej nocy następująco: „Film, który potencjalnie ma szanse, żeby wszystkich pogodzić: i tych, którzy chcieliby z tej Polski zwiewać, i tych, którzy sobie tego nawet nie wyobrażają. Dzisiaj to prawdziwy cud”.

## Nagrody
| Rok  | Festiwal                                                             | Nagroda                                                   | Odbiorca                                       | Wynik     |
| ---- | -------------------------------------------------------------------- | --------------------------------------------------------- | ---------------------------------------------- | --------- |
| 2017 | Festiwal Polskich Filmów Fabularnych                                 | Złote Lwy                                                 |                                                | Wygrana   |
| 2017 | Festiwal Polskich Filmów Fabularnych                                 | Nagroda za główną rolę męską                              | Dawid Ogrodnik                                 | Wygrana   |
| 2017 | Festiwal Polskich Filmów Fabularnych                                 | Nagroda Dziennikarzy                                      | Piotr Domalewski                               | Wygrana   |
| 2017 | Festiwal Polskich Filmów Fabularnych                                 | Nagroda Sieci Kin Studyjnych i Lokalnych                  | Piotr Domalewski                               | Wygrana   |
| 2017 | Festiwal Polskich Filmów Fabularnych                                 | Don Kichot                                                | Piotr Domalewski                               | Wygrana   |
| 2017 | Festiwal Polskich Filmów Fabularnych                                 | Kryształowa Gwiazda Elle za najlepszy debiut              | Piotr Domalewski                               | Wygrana   |
| 2017 | Festiwal Polskich Filmów Fabularnych                                 | Nagroda Jury Młodzieżowego                                | Piotr Domalewski                               | Wygrana   |
| 2018 | Koło Piśmiennictwa Filmowego Stowarzyszenia Filmowców Polskich       | Złota Taśma                                               | Piotr Domalewski                               | Wygrana   |
| 2018 | Stowarzyszenie Autorów Zdjęć Filmowych                               | Nagroda PSC                                               | Piotr Sobociński jr.                           | Nominacja |
| 2018 | Polskie Nagrody Filmowe                                              | Orzeł za najlepszy film                                   |                                                | Wygrana   |
| 2018 | Polskie Nagrody Filmowe                                              | Orzeł za najlepszą reżyserię                              | Piotr Domalewski                               | Wygrana   |
| 2018 | Polskie Nagrody Filmowe                                              | Orzeł za najlepszy scenariusz                             | Piotr Domalewski                               | Wygrana   |
| 2018 | Polskie Nagrody Filmowe                                              | Orzeł za najlepsze zdjęcia                                | Piotr Sobociński jr.                           | Wygrana   |
| 2018 | Polskie Nagrody Filmowe                                              | Orzeł za najlepszy dźwięk                                 | Jerzy Murawski Marcin Kasiński Kacper Habisiak | Wygrana   |
| 2018 | Polskie Nagrody Filmowe                                              | Orzeł za najlepszą główną rolę męską                      | Dawid Ogrodnik                                 | Wygrana   |
| 2018 | Polskie Nagrody Filmowe                                              | Orzeł za najlepszą drugoplanową rolę żeńską               | Agnieszka Suchora                              | Wygrana   |
| 2018 | Polskie Nagrody Filmowe                                              | Orzeł za najlepszą drugoplanową rolę męską                | Arkadiusz Jakubik                              | Wygrana   |
| 2018 | Polskie Nagrody Filmowe                                              | Orzeł za odkrycie roku                                    | Piotr Domalewski                               | Wygrana   |
| 2018 | Polskie Nagrody Filmowe                                              | Orzeł – nagroda publiczności                              | Piotr Domalewski                               | Wygrana   |
| 2018 | Polskie Nagrody Filmowe                                              | Orzeł za najlepszy montaż                                 | Leszek Starzyński                              | Nominacja |
| 2018 | Polskie Nagrody Filmowe                                              | Orzeł za najlepszą drugoplanową rolę męską                | Tomasz Ziętek                                  | Nominacja |
| 2018 | Fundacja Kino                                                        | Nagroda im. Zbyszka Cybulskiego                           | Dawid Ogrodnik                                 | Wygrana   |
| 2018 | Ogólnopolski Festiwal Sztuki Filmowej „Prowincjonalia”               | Nagroda Dziennikarzy                                      | Piotr Domalewski                               | Wygrana   |
| 2018 | Międzynarodowy Festiwal Kina Niezależnego „Off Camera”               | Nagroda FIPRESCI                                          | Piotr Domalewski                               | Wygrana   |
| 2018 | Międzynarodowy Festiwal Kina Niezależnego „Off Camera”               | Nagroda Publiczności                                      | Piotr Domalewski                               | Wygrana   |
| 2018 | Nyski Festiwal Filmowy w Żytawie                                     | Nagroda za scenografię                                    | Radosław Zielonka                              | Wygrana   |
| 2018 | Międzynarodowy Festiwal Filmowy „Mołodist” w Kijowie                 | Nagroda Publiczności                                      | Piotr Domalewski                               | Wygrana   |
| 2018 | Festiwal Reżyserii Filmowej w Wałbrzychu                             | Złoty Dzik                                                | Piotr Domalewski                               | Wygrana   |
| 2018 | Zielonogórski Festiwal Filmu i Teatru                                | Nagroda za najlepszą kreację aktorską                     | Jowita Budnik                                  | Wygrana   |
| 2018 | Fundacja im. Weroniki Migoń                                          | Nagroda im. Weroniki Migoń                                | Ewa Brodzka                                    | Wygrana   |
| 2018 | Międzynarodowy Festiwal Filmowy Krajów Nadbałtyckich w Swietłogorsku | Nagroda za reżyserię                                      | Piotr Domalewski                               | Wygrana   |
| 2018 | Festiwal Filmów Polskich w Los Angeles                               | Nagroda im. Piotra Łazarkiewicza dla Młodego Talentu      | Tomasz Ziętek                                  | Wygrana   |
| 2018 | Festiwal Filmu Polskiego w Ameryce                                   | Nagroda „Odkrywcze Oko” dla młodego utalentowanego twórcy | Piotr Domalewski                               | Wygrana   |
| 2018 | Festiwal „KinoPolska” w Paryżu                                       | Nagroda Główna                                            | Piotr Domalewski                               | Wygrana   |
| 2018 | Międzynarodowy Festiwal Filmowy w Tbilisi                            | Nagroda za reżyserię                                      | Piotr Domalewski                               | Wygrana   |
| 2019 | Festiwal Filmów Polskich „Wisła” w Moskwie                           | Nagroda Główna                                            | Piotr Domalewski                               | Wygrana   |
| 2019 | Festiwal Filmów Polskich „Wisła” w Moskwie                           | Nagroda Publiczności                                      | Piotr Domalewski                               | Wygrana   |